# Kobresia capillifolia
Kobresia capillifolia là loài thực vật có hoa trong họ Cói. Loài này được (Decne.) C.B.Clarke mô tả khoa học đầu tiên năm 1883.